# رابح زبار
رابح زبار سياسي وبرلماني جزائري من مواليد غليزان حيث شغل منصب نائب رئيس مجلس الشعبي الوطني الجزائري  في العهدة 07 ممثلا عن ولاية غليزان بحزب جبهة التحرير الوطني الجزائري .

## مناصب

### سياسية
- رئيس لجنة المالية و الميزانية بالمجلس الشعبي الوطني [4]
- نائب رئيس المجلس الشعبي الوطني.[5]

### وضائف
- مديرعام للصندوق الوطني للضمان الإجتماعي [6]

## أنظر أيضا
- مصطفى لاليام